# 973-as busz (Budapest)
A budapesti 973-as jelzésű éjszakai autóbusz Újpalota, Szentmihályi út és Nagytétény, ipartelep között közlekedik. A vonalat az ArrivaBus Kft. üzemelteti.
A járat főként a nappali 33-as busz, 41-es villamos, 5-ös busz és a 69-es villamos útvonalát fedi le.
2024. december 31-én, szilveszterkor 973B jelzéssel is közlekedett autóbusz az Újpalota, Szentmihályi út és a Deák Ferenc tér M között. A 973-as ebben az időszakban a Savoyai Jenő tér és az Astoria M között nem közlekedett.

## Útvonala
| Nagytétény, ipartelep felé | Újpalota, Szentmihályi út felé |
| --- | --- |
| Újpalota, Szentmihályi út vá. – Erdőkerülő utca – Zsókavár utca – Nyírpalota út – Páskomliget utca – Bánkút utca – Vasutastelep utca – Széchenyi út – Kolozsvár utca – Erzsébet királyné útja – Amerikai út – Horváth Boldizsár utca – Mexikói út – Thököly út – Baross tér – Rákóczi út – Blaha Lujza tér – Rákóczi út – Astoria – Kossuth Lajos utca – Ferenciek tere – Szabad sajtó út – Erzsébet híd – Szent Gellért rakpart – Szent Gellért tér – Bartók Béla út – Móricz Zsigmond körtér – Fehérvári út – felüljáró – Leányka utca – Savoyai Jenő tér – Kossuth Lajos utca – Nagytétényi út – Növény utca – Nagytétényi út – M6-os felüljáró – Bányalég utca – Nagytétény, ipartelep vá. | Nagytétény, ipartelep vá. – Bányalég utca – M6-os felüljáró – Nagytétényi út – Növény utca – Nagytétényi út – Mária Terézia utca – Savoyai Jenő tér – Leányka utca – felüljáró – Fehérvári út – Móricz Zsigmond körtér – Bartók Béla út – Szent Gellért tér – Szent Gellért rakpart – Erzsébet híd – Szabad sajtó út – Ferenciek tere – Kossuth Lajos utca – Astoria – Rákóczi út – Blaha Lujza tér – Rákóczi út – Baross tér – Thököly út – Mexikói út – Horvát Boldizsár utca – Columbus utca – Erzsébet királyné útja – Kolozsvár utca – Szent korona útja – Vasutastelep utca – Bánkút utca – Páskomliget utca – Nyírpalota út – Zsókavár utca – Erdőkerülő utca – Újpalota, Szentmihályi út vá. |

## Megállóhelyei
Az átszállási kapcsolatok között az azonos (Keleti pályaudvar → Városház tér, illetve Astoria → Rákospalota, MÁV-telep) útvonalon közlekedő 973A busz nincs feltüntetve.
| 0  | Újpalota, Szentmihályi út végállomás            | 76 | 996, 996A |
| 1  | Erdőkerülő utca 28. (↓) Erdőkerülő utca 27. (↑) | 75 | 996, 996A |
| 1  | Zsókavár utca (↓) Erdőkerülő utca (↑)           | 74 | 996, 996A |
| 2  | Fő tér                                          | 73 | 979, 996, 996A |
| 3  | Vásárcsarnok                                    | 71 | 979, 996, 996A |
| 4  | Sárfű utca                                      | 71 | 996, 996A |
| 4  | Bánkút utca (↓) Páskomliget utca (↑)            | 70 | 996, 996A |
| 5  | Szerencs utca                                   | 69 | 996, 996A |
| 5  | Wesselényi utca                                 | 68 | |
| 6  | Rákospalota, MÁV-telep                          | 68 | 996, 996A |
| 7  | Vág utca                                        | 67 | |
| 7  | Tóth István utca                                | 66 | |
| 8  | Öv utca                                         | 65 | |
| 9  | Miskolci utca                                   | 64 | |
| 10 | Rákospatak utca                                 | 63 | |
| 11 | Fűrész utca                                     | 62 | |
| 12 | Nagy Lajos király útja / Czobor utca            | 61 | |
| 12 | Laky Adolf utca                                 | 60 | |
| 13 | Erzsébet királyné útja, aluljáró                | 59 | 901, 918 |
| 14 | Korong utca                                     | 59 | |
| 19 | Zugló vasútállomás                              | 58 | 901, 907, 907A, 918, 979 S50                                                                                             |
| 20 | Stefánia út                                     | 56 | 907, 907A, 979 |
| 21 | Cházár András utca                              | 55 | 907, 907A |
| 22 | Reiner Frigyes park                             | 54 | 907, 907A |
| 24 | Keleti pályaudvar M                             | 53 | 907, 907A, 908, 908A, 931, 931A, 956, 990 S60 S80 (hétköznap 23:55 és 0:55 között, hétvégén 23:55 és 1:50 között)        |
| 25 | Huszár utca                                     | 51 | 907, 907A, 908, 908A, 931, 931A, 956, 990                                                                                |
| 26 | Blaha Lujza tér M                               | 50 | 6 907, 907A, 908, 908A, 923, 931, 931A, 956, 990                                                                         |
| 28 | Uránia                                          | 48 | 907, 907A, 908, 908A, 916, 931, 931A, 956, 990                                                                           |
| 35 | Astoria M                                       | 48 | 100E 907, 907A, 908, 908A, 909, 909A, 914, 914A, 916, 931, 931A, 934 (hétvége hajnalban), 950, 950A, 956, 979, 979A, 990 |
| 36 | Ferenciek tere M                                | 39 | 907, 908, 908A, 956 |
| 36 | Március 15. tér                                 | 38 | 907, 908, 908A, 956 |
| 37 | Döbrentei tér                                   | ∫  | 907, 908, 908A, 956 |
| 38 | Rudas Gyógyfürdő                                | 37 | 907 |
| 40 | Szent Gellért tér – Műegyetem M                 | 35 | 907 |
| 41 | Gárdonyi tér                                    | 34 | 907 |
| 43 | Móricz Zsigmond körtér M                        | 33 | 6 907, 908, 908A, 918, 940, 941, 960, 972, 972B                                                                          |
| 44 | Újbuda-központ M                                | 30 | 918 |
| 45 | Csonka János tér                                | 28 | |
| 46 | Hauszmann Alajos utca                           | 27 | |
| 47 | Etele út / Fehérvári út                         | 26 | 901 |
| 48 | Kalotaszeg utca                                 | 24 | |
| 49 | Andor utca                                      | 23 | |
| 50 | Albertfalva kitérő                              | 22 | |
| 52 | Albertfalva utca                                | 21 | |
| 53 | Fonyód utca                                     | 20 | |
| 54 | Budafok kocsiszín                               | 19 | S30 (éjfél és 1 óra között)                                                                                              |
| 55 | Leányka utcai lakótelep                         | 18 | 941 |
| 57 | Savoyai Jenő tér                                | 17 | 941 |
| 58 | Városház tér                                    | 16 | 941 S30 S42 (éjfél és 1 óra között)                                                                                      |
| 59 | Tóth József utca                                | 14 | 941 |
| 60 | Vágóhíd utca                                    | 13 | |
| 61 | Háros vasútállomás                              | 12 | S42 (éjfél és 1 óra között)                                                                                              |
| 62 | Háros utca                                      | 11 | |
| 63 | Jókai Mór utca                                  | 10 | |
| 64 | Lépcsős utca                                    | 9  | |
| 65 | Budatétény vasútállomás (Növény utca)           | 8  | 941 S42 (éjfél és 1 óra között)                                                                                          |
| 66 | Dózsa György út                                 | 7  | |
| 67 | Tenkes utca                                     | 6  | |
| 68 | Bartók Béla út                                  | 5  | |
| 69 | Petőfi Sándor utca (Kastélymúzeum)              | 4  | S30 S42 (éjfél és 1 óra között)                                                                                          |
| 70 | Szabadság utca                                  | 4  | |
| 71 | Angeli utca / Nagytétényi út                    | 3  | |
| 72 | Akó utca                                        | 3  | |
| 73 | Nagytétény, Erdélyi utca                        | 2  | |
| 74 | Bányalég utca                                   | 1  | |
| 75 | Nagytétény, ipartelep végállomás                | 0  | |